# Gonçalo Velho (Schiff)
Die Gonçalo Velho war ein Aviso der 2. Klasse (aviso de 2ª classe) der portugiesischen Kriegsmarine. Sie wurde nach dem portugiesischen Seefahrer Gonçalo Velho Cabral benannt. Zusammen mit ihrem Schwesterschiff, der Gonçalves Zarco, bildete sie die Gonçalo-Velho-Klasse, die zum Einsatz in den Überseeprovinzen Portugals ausgerichtet war. Beide Schiffe wurden 1933 von der britischen Werft Hawthorn, Leslie & Co. in Hebburn bei Newcastle fertiggestellt. Als Vorbild dienten die Sloops der britischen Bridgewater-Klasse. Allerdings waren die portugiesischen Schiffe stärker gepanzert und es fehlte ihnen die Möglichkeit zum Minenlegen.

## Geschichte

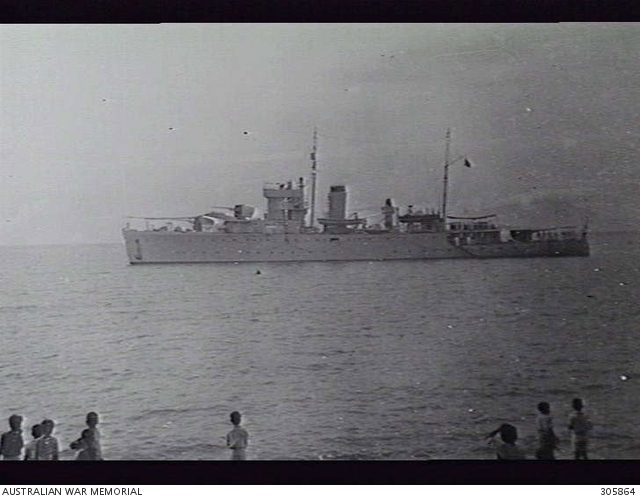
Die NRP Gonçalo Velho vor Dili (April 1945)

Die Gonçalo Velho wurde am 1. April 1933 in Lissabon in Dienst gestellt und stach am 6. April erstmals offiziell in See. Am 3. Juni begann sie eine Rundfahrt, die sie an die Algarve, auf die Azoren und nach Madeira brachte. Am 27. Juni 1934 verließ sie Portugal zum sechsmonatigen Einsatz vor der Kolonie Angola und darauf für ein Jahr vor der Kolonie Mosambik, bevor sie nach Portugal zurückkehrte. Am 12. August 1937 wurde die Gonçalo Velho nach Macau verlegt, von wo sie im Februar 1939 zurückkehrte. Um die Oberhoheit über die Inseln zu betonen, kreuzte die Gonçalo Velho zu Beginn des Zweiten Weltkrieges bei den Azoren von September 1939 bis Februar 1940. Anschließend erhielt sie mehrere Aufträge für Fahrten nach Macau, Portugiesisch-Timor, Portugiesisch-Indien und Mosambik.
Nach einem größeren Umbau 1948 in Lissabon kehrte die Gonçalo Velho wieder in den Fernen Osten zurück. Am 29. Januar 1955 traf sie wieder in Lissabon ein und blieb von April bis Oktober 1955 in Vila Franca de Xira vor Anker. Es folgten eine Ausbildungsfahrt nach Westafrika und weitere Fahrten nach Madeira und zu den Azoren. Im September 1957 repräsentierte das Schiff die Marine bei den Feierlichkeiten für die Nossa Senhora das Angústias im spanischen Ayamonte. Danach ging die Gonçalo Velho im Tejo vor Anker und verließ ihn nicht mehr, bis sie ab dem 19. Juni 1961 für andere Marineschiffe ausgeschlachtet wurde.

## Trivia
1936 wurde mit der Sängerin Hermínia Silva der Fado O Gonçalo Velho aufgenommen, der das Schiff zum Thema hatte. Das nationalistische Lied sollte die portugiesischen Seeleute ehren. 1970 interpretierte die Sängerin das Lied in einer Neuaufnahme etwas anders und änderte den Refrain leicht ab.